# Barão de Trovisqueira
Barão de Trovisqueira é um título nobiliárquico criado por D. Luís I de Portugal, por Decreto de 14 de Janeiro de 1864, em favor de José Francisco da Cruz Trovisqueira.
Titulares
1. José Francisco da Cruz Trovisqueira, 1.º Barão de Trovisqueira.